# Jason Calliste
Jason Calliste (Scarborough, 27 gennaio 1990) è un cestista canadese con cittadinanza giamaicana.